# IC 2095
IC 2095 је спирална галаксија у сазвјежђу Еридан која се налази на листи објеката дубоког неба у Индекс каталогу.
Деклинација објекта је - 5° 7' 30" а ректасцензија 4h 48m 45,8s. Привидна величина (магнитуда) објекта IC 2095 износи 15,2 а фотографска магнитуда 15,9. IC 2095 је још познат и под ознакама MCG -1-13-14, FGC 506, PGC 16067.